# Рылово (Вачский район)
Рылово — деревня в Вачском районе Нижегородской области. Входит в состав Казаковского сельсовета.

## География
Деревня находится на расстоянии 4 км к юго-востоку от рабочего посёлка Вача, административного центра района.

### Часовой пояс
Деревня Рылово, как и вся Нижегородская область, находится в часовой зоне МСК (московское время). Смещение применяемого времени относительно UTC составляет +3:00.

## История
В окладных книгах за 1676 год в сведениях о составе Казаковского прихода сказано, что в деревне Рылове 2 двора крестьянских. Находилась в составе Казаковского прихода Муромского уезда Владимирской губернии. В 1840-х годах деревня входила в состав владений князя Сергея Григорьевича Голицына. В 1897 году насчитывалось 38 дворов.

## Население
| 1859 | 1905 | 1926 | 1999 | 2002 | 2010 |
| ---- | ---- | ---- | ---- | ---- | ---- |
| 156  | ↗250 | ↘219 | ↘22  | ↗25  | ↘9   |